# Cappella de' Picenardi
Cappella de' Picenardi (La Capéla in dialetto cremonese) è un comune italiano di 422 abitanti della provincia di Cremona, in Lombardia.

## Storia
Cappella de' Picenardi è un piccolo centro abitato di antica origine, appartenuto alla Provincia Inferiore del Contado di Cremona. Fu per secoli feudo della famiglia Picenardi di Cremona, da cui appunto il nome.
Nel 1786 passò alla nuova provincia di Bozzolo (divenuta poi provincia di Casalmaggiore), per tornare alla provincia di Cremona nel 1791.
In età napoleonica (1810) vennero aggregati a Cappella de' Picenardi i comuni limitrofi di Cansero, Dosso Pallavicino e Stilo de' Mariani. I tre comuni ripristinarono la loro autonomia nel 1816, in seguito all'istituzione del Regno Lombardo-Veneto.
Nel 1841 i governanti tedeschi decisero di annettere definitivamente il comune di Dosso Pallavicino a quello di Cappella de' Picenardi. 
All'Unità d'Italia (1861) il comune di Cappella de' Picenardi contava 652 abitanti. Nel 1867 vennero aggregati a Cappella de' Picenardi i comuni di Cansero, Isolello e Vighizzolo, mentre il comune di Stilo de' Mariani fu aggregato al vicino comune di Pessina Cremonese nel 1868.

### Simboli
Lo stemma e il gonfalone sono stati concessi con decreto del presidente della Repubblica del 27 febbraio 2009.
Stemma
Gonfalone

## Monumenti e luoghi di interesse
- Chiesa di San Pancrazio

## Società

### Evoluzione demografica
Abitanti censiti

## Geografia antropica
Secondo lo statuto comunale, il territorio comunale comprende, oltre al capoluogo, gli agglomerati di Cansero, Isolello, Mottaiola e Vighizzolo.
Secondo l'ISTAT, il territorio comunale i centri abitati di Cappella de' Picenardi e Vighizzolo, e i nuclei abitati di Cansero e Isolello.

## Infrastrutture e trasporti
Tra il 1927 e il 1955 la località era servita da una fermata, comune a Pieve San Giacomo, posta sulla tranvia Cremona-Asola, gestita in ultimo dalla società Tramvie Provinciali Cremonesi.